# TSV Hannover-Burgdorf
TSV Hannover-Burgdorf är ett tyskt handbollslag tillhörande idrottsföreningen TSV Burgdorf, från staden Burgdorf nära Hannover i förbundslandet Niedersachsen. Burgdorfs fria gymnastikförening bildades 1922, TSV Burgdorf bildades officiellt 1946 och handbollslaget (TSV Hannover-Burgdorf Handball GmbH) bildades i sin nuvarande form år 2005. Laget kallas även "Die Recken".
TSV Hannover-Burgdorf spelar sedan säsongen 2009/2010 i Bundesliga. Sedan 2017 tränas laget av spanjoren Antonio Carlos Ortega, med landsmannen Iker Romero som assisterande.

## Spelare i urval
- Pavel Atman (2017–2019)
- Sven-Sören Christophersen (2014–2018)
- Ólafur Guðmundsson (2014–2015)
- Ásgeir Örn Hallgrímsson (2010–2012)
- Kai Häfner (2014–2019)
- Alfred Jönsson (2019–2021)
- Casper Ulrich Mortensen (2016–2018)
- Morten Olsen (2010–2013, 2015–2020)
- Gustav Rydergård (2009–2014)
- Aleksandr Tutjkin (2004–2005)
- Cristian Ugalde (2018–)
- Jonathan Edvardsson (2021–)